# Абітовська сільська рада
Абі́товська сільська рада (рос. Абитовский сельский совет) — муніципальне утворення у складі Мелеузівського району Башкортостану, Росія. Адміністративний центр — присілок Басурмановка.

## Населення
Населення — 1505 осіб (2019, 1462 в 2010, 1574 в 2002).

## Склад
До складу поселення входять такі населені пункти:
| Населений пункт         | Населення, осіб (2002) | Населення, осіб (2010) |
| ----------------------- | ---------------------- | ---------------------- |
| Абітово, присілок       | 279                    | 222                    |
| Басурмановка, присілок  | 239                    | 202                    |
| Восточний, присілок     | 376                    | 328                    |
| Зіріково, присілок      | 145                    | 180                    |
| Іткучуково, присілок    | 286                    | 235                    |
| Кутлубулатово, присілок | 191                    | 219                    |
| Нижньоташево, присілок  | 58                     | 76                     |